# Deserto de Simpson

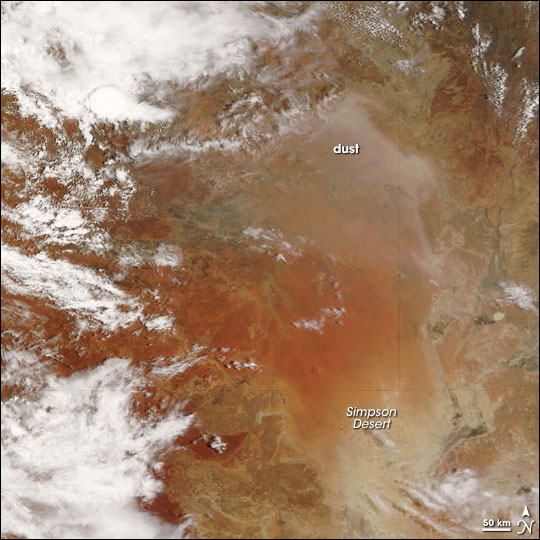
Imagem do deserto visto do espaço.

O Deserto de Simpson ocupa uma área aproximada de 176 500 quilômetros quadrados na região central da Austrália. É limitado por serras, rios e o lago Eyre. Em uma região desabitada, possui a vegetação com uma espécie de acácia. Mais ao sul aparecem lagos de água salgada. Notado pela primeira vez em 1845 por Charles Sturt, foi sobrevoado em 1929 por Cecil Thomas Madigan e atravessado pela primeira vez, de camelo, dez anos mais tarde em uma expedição.
Em 2008, o explorador belga Louis-Philippe Loncke tornou-se a primeira pessoa a atravessar, a pé e completamente desprovido de materiais de apoio, toda a extensão do deserto Simpson, de norte a sul, passando pelo seu centro geográfico.